# Karl Diehl (Unternehmer)

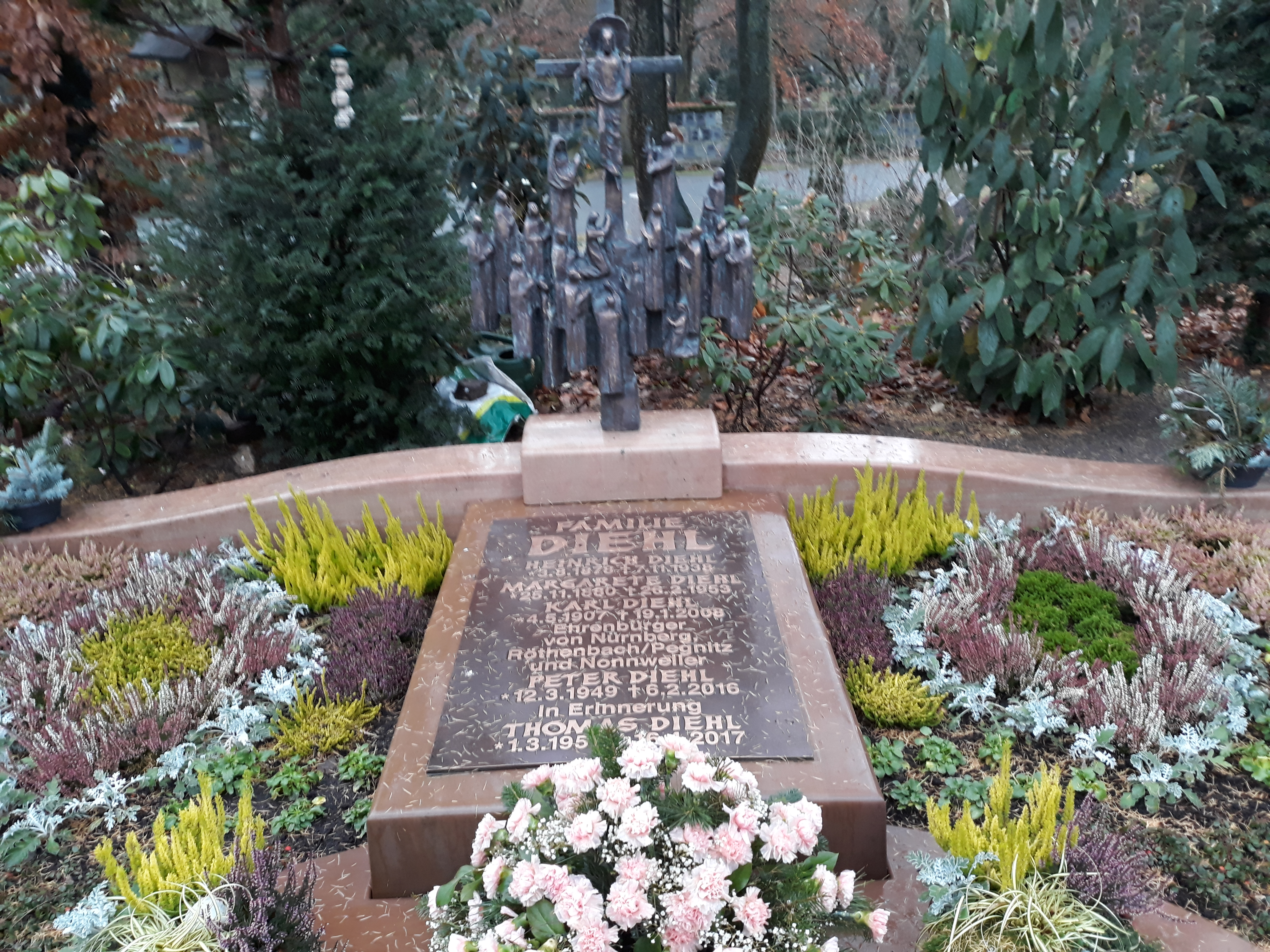
Das Grab von Karl Diehl im Familiengrab Diehl auf dem Westfriedhof (Nürnberg).

Ferdinand Friedrich Wilhelm Karl Diehl (* 4. Mai 1907 in Nürnberg; † 19. Januar 2008 ebenda) war ein deutscher Unternehmer, Seniorchef und Ehrenvorsitzender des Aufsichtsrats von Diehl.

## Leben
Karl Diehl wurde 1907 als einziger Sohn von Margarete und Heinrich Diehl (1878–1938), einem Ciseleur, im Nürnberger Stadtteil Schoppershof geboren. Nach dem Besuch der Volksschule besuchte er für einige Jahre das Institut Gombrich, seinerzeit die einzige Ganztagsschule Nürnbergs, bis der Vater aus dem Kriegsdienst des Ersten Weltkriegs zurückkehrte. Danach wechselte er auf die Oberrealschule. Nach dem Abitur 1926 studierte er Maschinenbau an der Technischen Hochschule München und trat 1930 in das Unternehmen „Metall-Guss und Presswerk Heinrich Diehl“ der Eltern ein. Zu Beginn des Studiums trat er dem Corps Cisaria bei, einer Studentenverbindung im Weinheimer Senioren-Convent. 1933 trat er der NSDAP bei (Mitgliedsnummer 2.714.742). Nach dem Tod des Vaters übernahm er kurz vor Beginn des Zweiten Weltkriegs den Metallverarbeitungsbetrieb. In etwa dieser Zeit wurde der Betrieb als kriegswichtig eingestuft. Diehl führte den Betrieb zusammen mit seiner Mutter, die sich vor allem um die Verwaltung kümmerte. Er profitierte mit seinem Unternehmen von den massiven Rüstungsprogrammen des NS-Regimes. 1943 erhielt Diehls Unternehmen die Auszeichnung „Kriegsmusterbetrieb“. Karl Diehl beschäftigte in dieser Zeit Zwangsarbeiter und KZ-Häftlinge in seinen Werken, darunter den französischen Schriftsteller Claude Ollier. 
Nach dem Zweiten Weltkrieg baute Diehl sein Unternehmen wieder auf und weiter aus. Obwohl die Rüstungsproduktion immer nur ein Teil des Unternehmens war, stand vor allem sie im Mittelpunkt der öffentlichen Diskussion, gerade auch in der Zeit des Kalten Krieges, als sich das Unternehmen als (Land-)Minen-, Lenkwaffen- und Panzerkettenproduzent einen Namen machte. Zum Gedenken an seinen Vater begründete Karl Diehl 1952 den Heinrich-Diehl-Gedächtnisfonds als freiwillige betriebliche Altersvorsorge anlässlich des 50-jährigen Betriebsjubiläums.
Mitte der 1990er Jahre wandelte er das Unternehmen in eine Familienstiftung, die „Diehl-Stiftung“, um; im Jahr 2002 übergab er den Aufsichtsratsvorsitz an seinen Sohn Werner. Die beiden anderen Söhne Peter und Thomas wurden Vorstandsvorsitzender und stellvertretender Aufsichtsratsvorsitzender des Unternehmens. Seinen Wohnsitz hatte Diehl bereits in den 1970er Jahren aus steuerlichen Gründen in die Schweiz verlegt.
Karl Diehl starb 2008 im Alter von 100 Jahren.

## Engagement
Karl Diehl wirkte als Mäzen für die Nürnberger Altstadt, die im Zweiten Weltkrieg großflächig zerstört worden war. Historisch wertvolle Bausubstanz war verloren und musste in Teilen rekonstruiert werden. Den Wiederaufbau der historischen Gebäude trieb ab 1973 die Bürgervereinigung „Altstadtfreunde“ voran. Über Jahrzehnte hinweg unterstützte Karl Diehl viele Projekte der Nürnberger Altstadtfreunde.
Diehl sammelte privat über hundert Kupferstiche und Holzschnitte der Renaissance; insbesondere von Albrecht Dürer. 2016 übergab die Familie diesen Nachlass von Karl Diehl der Stadt Nürnberg.
Zu seinem 80. Geburtstag im Mai 1987 richtete Karl Diehl die Karl-Diehl-Stiftung für unverschuldet in Not geratene Mitarbeiter, deren Angehörige oder ehemalige Beschäftigte ein. Seit Gründung der Karl-Diehl-Stiftung wurden über 11.000 Anträge bewilligt.

## Kontroverse um Ehrenbürgerwürde kontra NSDAP-Vergangenheit
Die zahlreichen Ehrungen, insbesondere die Verleihung der Ehrenbürgerwürde der Stadt Nürnberg im Jahre 1997, wurden in der Bevölkerung und in den Medien kontrovers diskutiert.
Den Verdiensten von Karl Diehl steht seine Vergangenheit in der Zeit des Nationalsozialismus gegenüber. Diehl hatte während des Zweiten Weltkriegs sogar ein eigenes Außenlager des Konzentrationslagers Flossenbürg unterhalten. Zeitzeugen legen ihm zu Last, dass er in dieser Zeit nicht nur Zwangsarbeiter in seinen Rüstungsbetrieben beschäftigte, sondern diese geradezu „wie Sklaven“ gehalten habe. Wer entkräftet sein Plansoll verfehlte, sei dafür „zur Vernichtung“ in das Konzentrationslager Auschwitz deportiert worden. Auf diese Weise habe Diehl seinen Profit deutlich steigern können. Deswegen solle er die verliehene Ehrenbürgerwürde wieder zurückgeben. Demgegenüber standen seine umfänglichen Spenden, mit denen vor allem die zerbombte historische Altstadt von Nürnberg saniert werden konnte. Die Verleihung der Ehrenbürgerwürde an eine Person, die als Rüstungsunternehmer und NSDAP-Parteimitglied vom Leid von Millionen Menschen profitiert habe, wurde von Kritikern als besonders heikel beurteilt, da Nürnberg noch immer an dem Nazi-Image als ehemalige Stadt der NSDAP-Reichsparteitage leide.

## Steueraffäre
Karl Diehl galt als ein enger Freund des früheren bayerischen Ministerpräsidenten Franz Josef Strauß. Strauß hielt im Mai 1987 die Festrede auf Diehls Feier zu seinem 80. Geburtstag.
Im Herbst 1995 stellte eine Betriebsprüferin des Finanzamts fest, dass der Diehl-Rüstungskonzern Veräußerungsgewinne nicht korrekt versteuert hatte. Daraufhin wurde sie in ihrer Arbeit massiv behindert, von der Prüfung abgezogen und von Vorgesetzten schlecht beurteilt, obwohl sie vorher als exzellente Beamtin galt. Laut dem Prüfungs-Ergebnis der Finanzbeamtin hätte das Unternehmen 60 Millionen Mark Steuern abführen müssen, was nicht geschah. Die Betriebsprüferin wurde von der Oberfinanzdirektion (OFD) angewiesen, die Betriebsprüfung abzuschließen und die Krauss-Maffei- und die Rheinmetall-Beteiligung (an welcher sich der Vorwurf der Steuerhinterziehung entzündete) als Privatvermögen anzuerkennen sowie Gewinne als nicht steuerpflichtig anzusehen. Die Finanzbeamtin wehrte sich bei der nächsthöheren Stelle gegen diese Anweisung, mit der Folge, dass ihr der Fall entzogen wurde.
Ein von einem Experten der Staatsanwaltschaft erstelltes Gutachten kam zum gleichen Ergebnis wie die Betriebsprüferin. Dieses Gutachten wurde von den Behörden allerdings geheim gehalten. 2004 wurden die Verfahren gegen Diehl und die OFD eingestellt.
In Medien wurde der Vorwurf politischer Einflussnahme zu Gunsten von Karl Diehl erhoben. Diehl genieße aufgrund seiner guten Beziehungen zur CSU und seiner engen Freundschaft zu Franz Josef Strauß einen Sonderstatus, infolge dessen er vor Strafverfolgung protegiert sei.

## Ehrungen und Auszeichnungen
- 1962: Bayerischer Verdienstorden
- 1967: Großes Verdienstkreuz des Verdienstordens der Bundesrepublik Deutschland
- 1968: Bürgermedaille der Stadt Nürnberg
- 1972: Großes Verdienstkreuz mit Stern des Verdienstordens der Bundesrepublik Deutschland
- 1978: Saarländischer Verdienstorden[11]
- 1982: Großes Verdienstkreuz mit Stern und Schulterband der Bundesrepublik Deutschland
- 1987: Verdienstmedaille des Landes Baden-Württemberg
- Ritter des Ordens „Für Verdienste um die italienische Republik“
- 1997: Ehrenbürger der Stadt Nürnberg
- 2007 Umbenennung der Stadthalle in Röthenbach an der Pegnitz in „Karl-Diehl-Halle“
- Ehrenbürger der Gemeinden Nonnweiler und Röthenbach an der Pegnitz